# Arcadia (condado de Trempealeau, Wisconsin)
Arcadia es un pueblo ubicado en el condado de Trempealeau en el estado estadounidense de Wisconsin. En el Censo de 2010 tenía una población de 1.779 habitantes y una densidad poblacional de 5,79 personas por km².

## Geografía
Arcadia se encuentra ubicado en las coordenadas 44°14′25″N 91°27′47″O / 44.24028, -91.46306. Según la Oficina del Censo de los Estados Unidos, Arcadia tiene una superficie total de 307.42 km², de la cual 306.89 km² corresponden a tierra firme y (0.17%) 0.53 km² es agua.

## Demografía
Según el censo de 2010, había 1.779 personas residiendo en Arcadia. La densidad de población era de 5,79 hab./km². De los 1.779 habitantes, Arcadia estaba compuesto por el 94.6% blancos, el 0.11% eran afroamericanos, el 0% eran amerindios, el 0.17% eran asiáticos, el 0.17% eran isleños del Pacífico, el 4.22% eran de otras razas y el 0.73% pertenecían a dos o más razas. Del total de la población el 5.45% eran hispanos o latinos de cualquier raza.